# Jessica Kelley
Jessica C. Kelley (Burlington, 5 ottobre 1982) è un'ex sciatrice alpina statunitense.

## Biografia
Jessica Kelley, originaria di Starksboro, proviene da una famiglia di grandi tradizioni nello sci alpino: figlia di Lindy Cochran, è nipote di Mickey Cochran il quale, dopo aver allenato personalmente i quattro figli che sarebbero entrati nella nazionale statunitense (oltre a Lindy, Barbara, Marilyn e Bob), nel 1974 sarebbe divenuto allenatore della stessa squadra nazionale. Anche la generazione di Jessica avrebbe fornito diversi elementi alla nazionale statunitense, come i suoi fratelli Robby e Tim e i suoi cugini Roger Brown, Jimmy Cochran e Ryan Cochran-Siegle.

### Stagioni 1998-2006
Attiva in gare FIS dal dicembre del 1997, in Nor-Am Cup la Kelley esordì il 1º gennaio 1998 a Waterville Valley in slalom speciale (29ª), conquistò il primo podio il 5 dicembre 2000 a Val Saint-Côme nella medesima specialità (3ª) e la prima vittoria il 5 gennaio 2002 a Hunter Mountain, sempre in slalom speciale.
Ai Mondiali juniores di Tarvisio 2002 vinse la medaglia d'argento nello slalom gigante; debuttò in Coppa del Mondo il 28 novembre 2003 a Park City nella medesima specialità, senza qualificarsi per la seconda manche.

### Stagioni 2007-2011
Nel 2007 ai Mondiali di Åre, sua unica presenza iridata, si classificò 36ª nello slalom gigante; il 24 febbraio dello stesso anno ottenne il suo miglior piazzamento in  Coppa del Mondo, a Sierra Nevada in slalom gigante (17ª), mentre in Nor-Am Cup colse a Panorama sempre in slalom gigante l'ultima vittoria il 16 marzo e l'ultimo podio il giorno successivo (3ª).
Prese per l'ultima volta il via in Coppa del Mondo  il 16 gennaio 2010 a Maribor in slalom gigante, senza qualificarsi per la seconda manche, e in Nor-Am Cup il 18 marzo sueccessivo a Waterville Valley in slalom speciale (16ª). Si ritirò al termine della stagione 2010-2011 e la sua ultima gara fu uno slalom gigante FIS disputato il 19 marzo a Park City, chiuso dalla Kelley al 10º posto.

## Palmarès

### Mondiali juniores
- 1 medaglie:
  - 1 argento (slalom gigante a Tarvisio 2002)

### Coppa del Mondo
- Miglior piazzamento in classifica generale: 100ª nel 2008

### Coppa Europa
- Miglior piazzamento in classifica generale: 27ª nel 2005
- 2 podi:
  - 1 secondo posto
  - 1 terzo posto

### Nor-Am Cup
- Miglior piazzamento in classifica generale: 2ª nel 2005
- Vincitrice della classifica di slalom gigante nel 2003, nel 2005 e nel 2007
- 16 podi:
  - 9 vittorie
  - 2 secondi posti
  - 5 terzi posti

#### Nor-Am Cup - vittorie
| Data             | Località         | Paese       | Specialità |
| ---------------- | ---------------- | ----------- | ---------- |
| 5 gennaio 2002   | Hunter Mountain  | Stati Uniti | SL         |
| 5 gennaio 2003   | Val Saint-Côme   | Canada      | SL         |
| 11 marzo 2003    | Panorama         | Canada      | GS         |
| 30 novembre 2003 | Park City        | Stati Uniti | GS         |
| 2 dicembre 2004  | Winter Park      | Stati Uniti | GS         |
| 5 gennaio 2005   | Mont-Sainte-Anne | Canada      | GS         |
| 30 novembre 2006 | Winter Park      | Stati Uniti | GS         |
| 1º dicembre 2006 | Winter Park      | Stati Uniti | GS         |
| 16 marzo 2007    | Panorama         | Canada      | GS         |

Legenda:

GS = slalom gigante

SL = slalom speciale

### Campionati statunitensi
- 2 medaglie:
  - 1 argento (slalom gigante nel 2003)
  - 1 bronzo (slalom gigante nel 2004)